# 苏交科

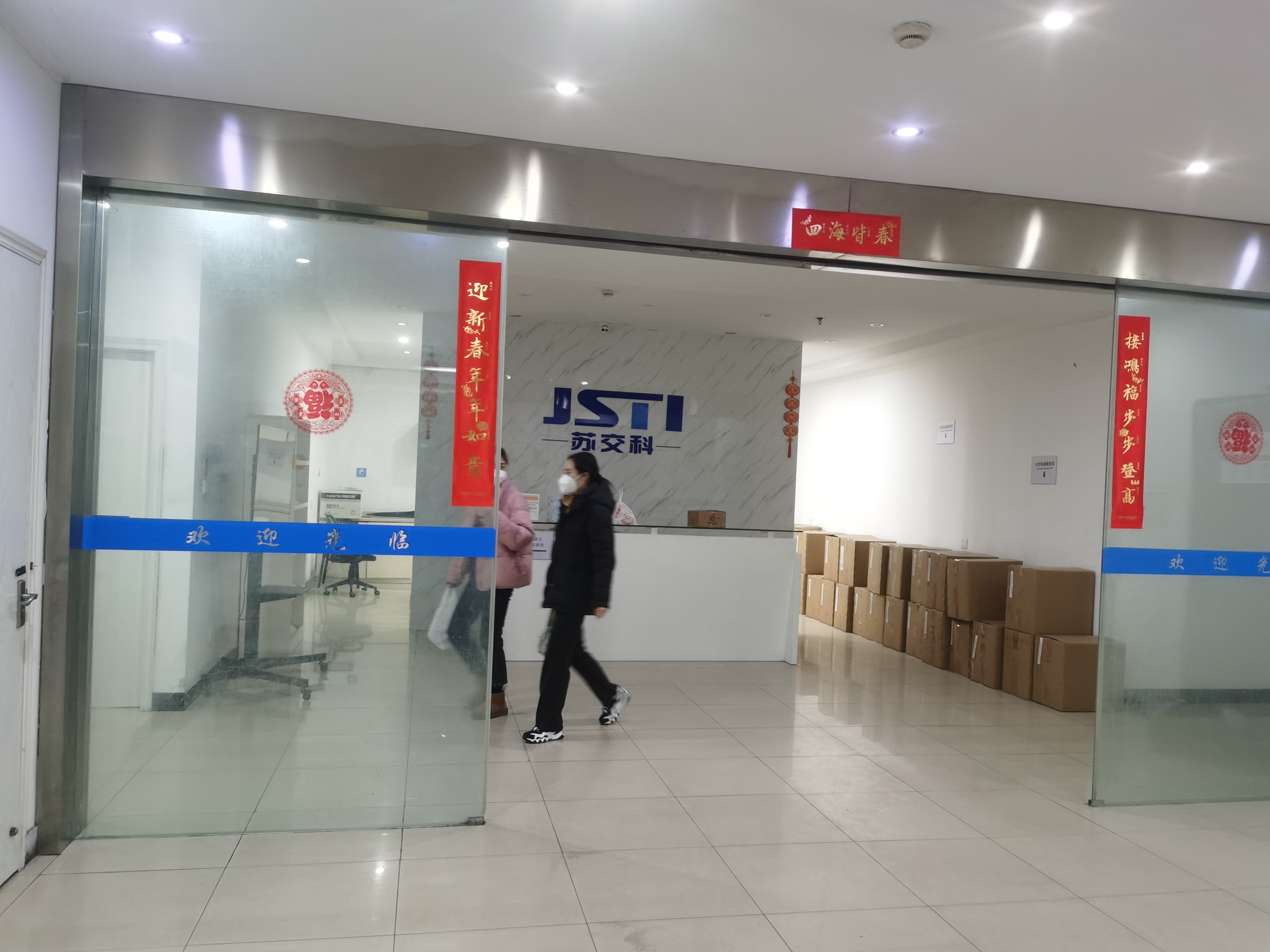
位于苏州工业园区苏州纳米城内的江苏佳信检测技术有限公司，为集团子公司

苏交科集团股份有限公司，簡稱蘇交科（英語：JSTI Group Limited，深交所：300284），在1978年由江蘇省人民政府批准成立一家交通科学研究院（江苏省交通科学研究院），之後在2002年轉為公司制（江苏省交通科学研究院有限公司），再在2008年變更為股份制（江苏省交通科学研究院股份有限公司）。
主要业务涉及公路、市政、水运、铁路、城市轨道、环境、航空和水利、建筑、电力等行业，提供包括投融资、项目投资分析、规划咨询、勘察设计、施工监理、工程检测、项目管理、运营养护、新材料研发的全产业链服务。目前已拥有83家子公司，在全球30多个地区设立分支机构，50多个国家开展项目。2019年，在美国《工程新闻记录》（ENR）“全球工程设计公司150强”中，苏交科位列第46位；在美国《工程新闻纪录》（ENR）“国际工程设计公司225强”中，位列第44位；在美国《工程新闻记录》（ENR）/中国《建筑时报》“中国工程设计企业60强”中，苏交科位列第6位；同时获得“最具国际拓展力工程设计企业”第3位。董事長為符冠華。
而股份在2012年1月10日於深圳證券交易所創業板上市，公开发行股票6,000万股，发行后总股本24,000.00万元人民幣，发行价格13.30元人民幣/股，募集资金7.98亿元人民幣，而最初是在2011年秋天上市，但由於受到更多猜疑，而被迫延遲。
公司在2020年8月21日晚间公告，其实际控制人符冠华、王军华与珠江实业集团及广州国发基金，簽署一系列股權交易協議，变更公司結構。交易後的珠江實業和國發基金合共持有26.92%股份，实际控制人即變為廣州市國資委。而根据珠江實業與該公司簽訂的《战略合作协议》，珠江實業將利用其资源協助上市公司获取粤港澳大湾区的工程设计、规划、咨询等项目机会，并通过其经营管理的各类基础设施建设基金，为上市公司承接项目提供融资工具和服务；同时，将积极支持上市公司以市场化方式整合、收购广州乃至粤港澳大湾区内各类相关规划咨询等资产。

## 連結
- 官方网站 （页面存档备份，存于）